# Éric Anselme
Éric Anselme, né le 20 mai 1978 à Toulouse, est un ancien joueur, international français et entraineur de rugby à XIII,  évoluant au poste de  troisième ligne. 
Il est élu à plusieurs reprises meilleur joueur français[réf. nécessaire], et a été formé par les clubs du Toulouse Olympique, de Jules-Julien et du Racing Club Albigeois. 

## Carrière sportive
Son père, Jean-Claude Anselme, pratique le rugby à XV et le rugby à XIII. Avec ce dernier, il joue à Cahors, Albi, Villefranche et Toulouse Jules-Julien.
En 2008, il est la capitaine d'Albi lors de la finale de coupe Lord Derby perdue face au XIII Limouxin. La même année, il participe à la coupe du monde de rugby à XIII 2008 en Australie. 
Son parcours sportif l'amène vers une carrière de joueur professionnel de rugby à XIII, sous les couleurs d'Halifax Blue Sox, de Saint-Gaudens XIII, d' Albi XIII, des Penrith Panthers ou des Leeds Rhinos, avec lesquels il remporte la Super League en 2008. 
De  2009 à 2011, il est capitaine du  Toulouse Olympique XIII. 
Durant une année, il essaye le rugby à XV au Castres olympique en 2003. En 2007, il est le premier treiziste à participer aux Étoiles du Sport.
Entraîneur diplômé niveau 3 Performance et niveau 4 à l'Australian Institute of Fitness[Quoi ?], il entraîne  le club d'Albi Rugby League à partir de 2012. 
Lors de la saison 2013-2014 il participe à la finale du championnat Élite 2 contre Baho RC en tant qu’entraîneur mais aussi joueur.  
En 2015 au côté de David Collado il est en tant qu’entraîneur champion de France Élite 2 contre le RC Lescure Arthes. 
En 2017 il prend le rôle d’entraîneur principal des Tigres Albigeois après avoir passé cinq années auprès de David Collado en tant qu’entraîneur adjoint. Pour sa première saison il qualifie son équipe pour les matchs du championnat et la demi-finale de la coupe Lord Derby, perdue face au futur vainqueur l'AS Carcassonne.
En 2023, il rejoint  le Toulouse Olympique XIII en tant que coach assistant de Sylvain Houlès. 

## Activités commerciales
En parallèle, depuis 2013, avec son père, il crée la marque de vêtements Anselme Collection dédiée au monde du rugby et en particulier au Rugby à XIII. Il fut un temps également consultant pour Sud Radio[réf. nécessaire].
En mars 2018, il fonde et est le PDG de l’application MyRookie. Une application de mise en relation et dédiée au recrutement sportif. Disponible sur les stores Apple Store et Google Play.

## Palmarès
- Collectif : 
  - Vainqueur de la Super League : 2008 (Leeds)
  - Finaliste du Championnat de France : 2003 (Saint-Gaudens )
  - Finaliste de la Coupe de France : 2008 (Albi)